# Nikolai Goc
Nikolai Goc (* 17. Juni 1986 in Calw) ist ein deutscher Eishockeyspieler, der zuletzt bei den Bietigheim Steelers in der DEL2 spielte. Seine Brüder Marcel und Sascha sind ebenfalls Eishockeyspieler.

## Karriere

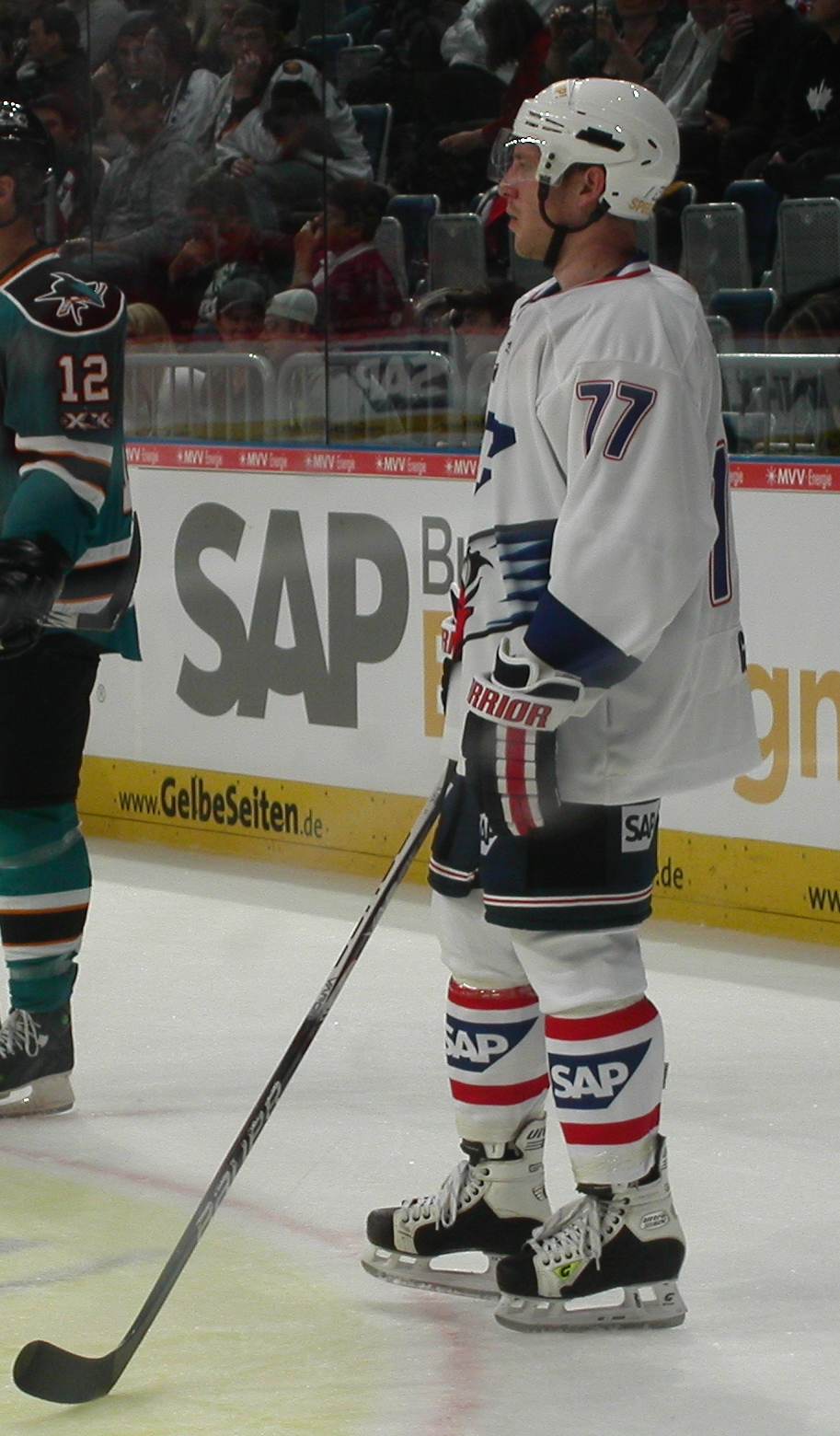
Nikolai Goc im Trikot der Adler Mannheim (2010)

Goc begann seine Karriere bei der ESG Esslingen und wechselte im Sommer 2002 zu den Schwenninger Wild Wings, wo er mit 17 Jahren sein erstes Spiel in der Deutschen Eishockey Liga machte. Der Linksschütze absolvierte jedoch kein weiteres DEL-Spiel und schloss sich zur Saison 2003/04 den Jungadler Mannheim an, mit denen er in der Deutschen Nachwuchsliga spielte. Nachdem der damals 18-Jährige bei den Adlern überzeugen konnte, entschied sich der Verteidiger für ein Vertragsangebot des EHC Freiburg und wechselte 2004 in den Breisgau. Dort lief Goc insgesamt zwei Jahre für die Wölfe auf und spielte zwischenzeitlich auch für die Juniorenmannschaft des EHC in der Junioren-Bundesliga.
Zur Spielzeit 2005/06 wurde der Abwehrspieler von den Hannover Scorpions aus der Deutschen Eishockey Liga verpflichtet. Bei den Scorpions traf Nikolai Goc auf seinen Bruder, Sascha Goc, der kurz zuvor ebenfalls von den Adlern aus Mannheim nach Hannover gewechselt war. Der Verteidiger wurde des Weiteren mit einer Förderlizenz ausgestattet und war somit auch für den REV Bremerhaven aus der 2. Bundesliga spielberechtigt. In den vier Jahren, die er in Hannover spielte, wurde Goc in der Hauptrunde 122 Mal eingesetzt und konnte dabei 16 Scorerpunkte erzielen. Zusätzlich erzielte er in 24 Play-off-Spielen weitere vier Scorerpunkte. In der Saison 2009/10 konnte er mit den Scorpions die Deutsche Meisterschaft feiern.
Zur Saison 2010/11 wechselte er dann zu den Adler Mannheim. In der Saison 2014/15 erreichte er mit den Adlern den ersten Tabellenplatz nach der regulären Saison und gewann in den anschließenden Play-offs die Deutsche Meisterschaft.
Im April 2018 endete seine Zeit bei den Adlern, da diese seinen Vertrag nicht mehr verlängerten. Zwei Monate später wurde er von den Bietigheim Steelers aus der DEL2 verpflichtet. Bei den Steelers agierte Goc als Mannschaftskapitän und führte das Team zur DEL2-Meisterschaft 2021 und dem damit verbundenen sportlichen Aufstieg in die DEL. Nach diesem Erfolg verließ er den Club.

### International
Goc nahm mit der deutschen Nationalmannschaft am Deutschland Cup 2008 und 2015 sowie bei den Weltmeisterschaften 2009 und 2010 teil, wo er unter anderem im Halbfinale gegen Russland zum Einsatz kam.

## Erfolge und Auszeichnungen
- 2010 Deutscher Meister mit den Hannover Scorpions
- 2015 Deutscher Meister mit den Adler Mannheim
- 2021 DEL2-Meister mit den Bietigheim Steelers

## Karrierestatistik
(Legende zur Spielerstatistik: Sp oder GP = absolvierte Spiele; T oder G = erzielte Tore; V oder A = erzielte Assists; Pkt oder Pts = erzielte Scorerpunkte; SM oder PIM = erhaltene Strafminuten; +/− = Plus/Minus-Bilanz; PP = erzielte Überzahltore; SH = erzielte Unterzahltore; GW = erzielte Siegtore; 1 Play-downs/Relegation; Kursiv: Statistik nicht vollständig)